# Janez Rafael Kobenzl
‎Janez Rafael Kobenzl, slovenski jezuit, filozof in teolog, * 1571, Jama, † 17. februar 1627, Dunaj.
Kobenzl je bil rektor Jezuitskega kolegija v Ljubljani (oktober 1606 – 10. maj 1607), Jezuitskega kolegija na Dunaju (1620–1621) in Jezuitskega kolegija v Gradcu (1621–1626).